# Lomatium foeniculaceum
Lomatium foeniculaceum är en flockblommig växtart som först beskrevs av Thomas Nuttall, och fick sitt nu gällande namn av John Merle Coulter och Joseph Nelson Rose. Lomatium foeniculaceum ingår i släktet Lomatium och familjen flockblommiga växter.

## Underarter
Arten delas in i följande underarter:
- L. f. inyoense
- L. f. daucifolium
- L. f. macdougalii

## Bildgalleri

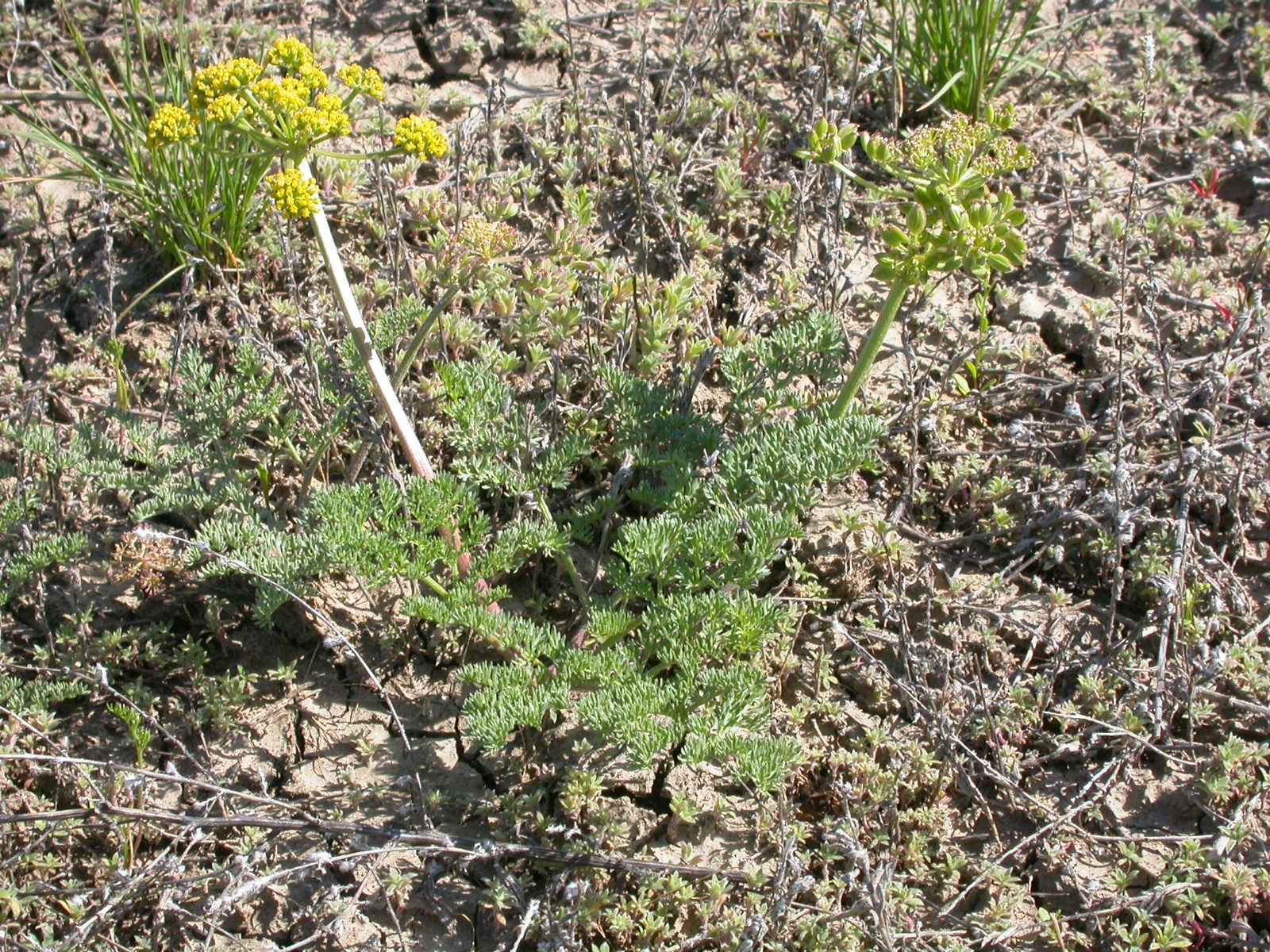
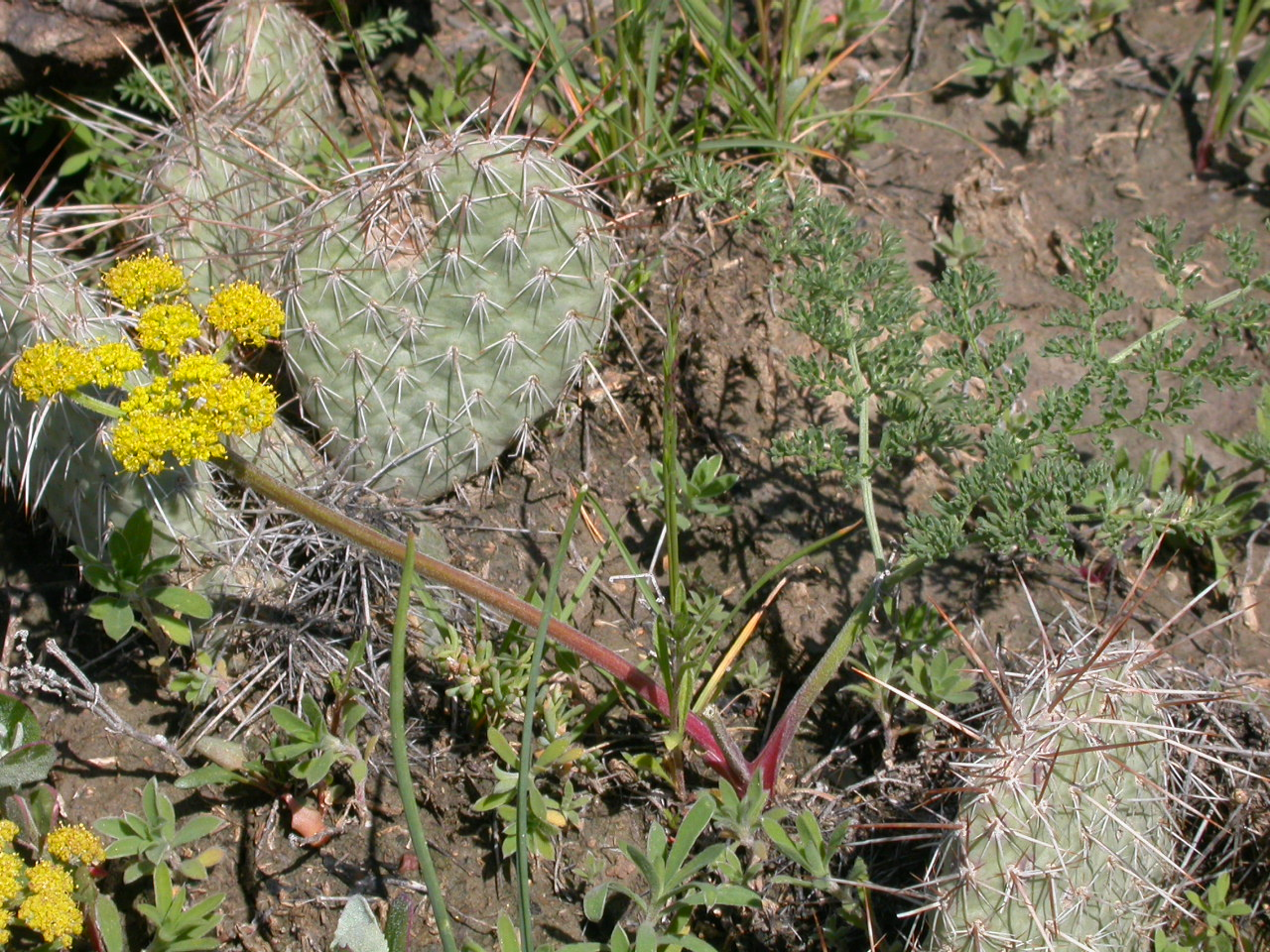
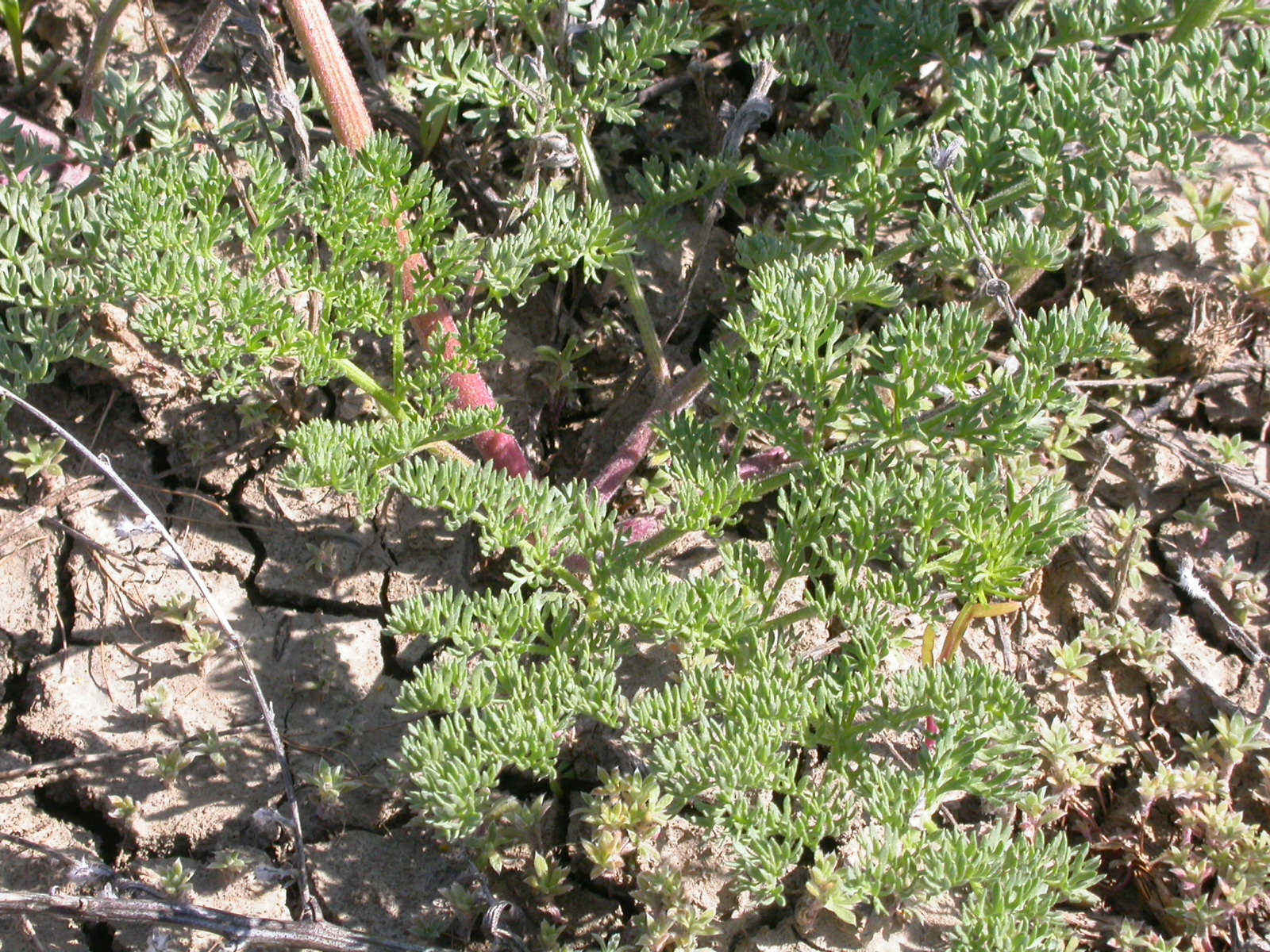
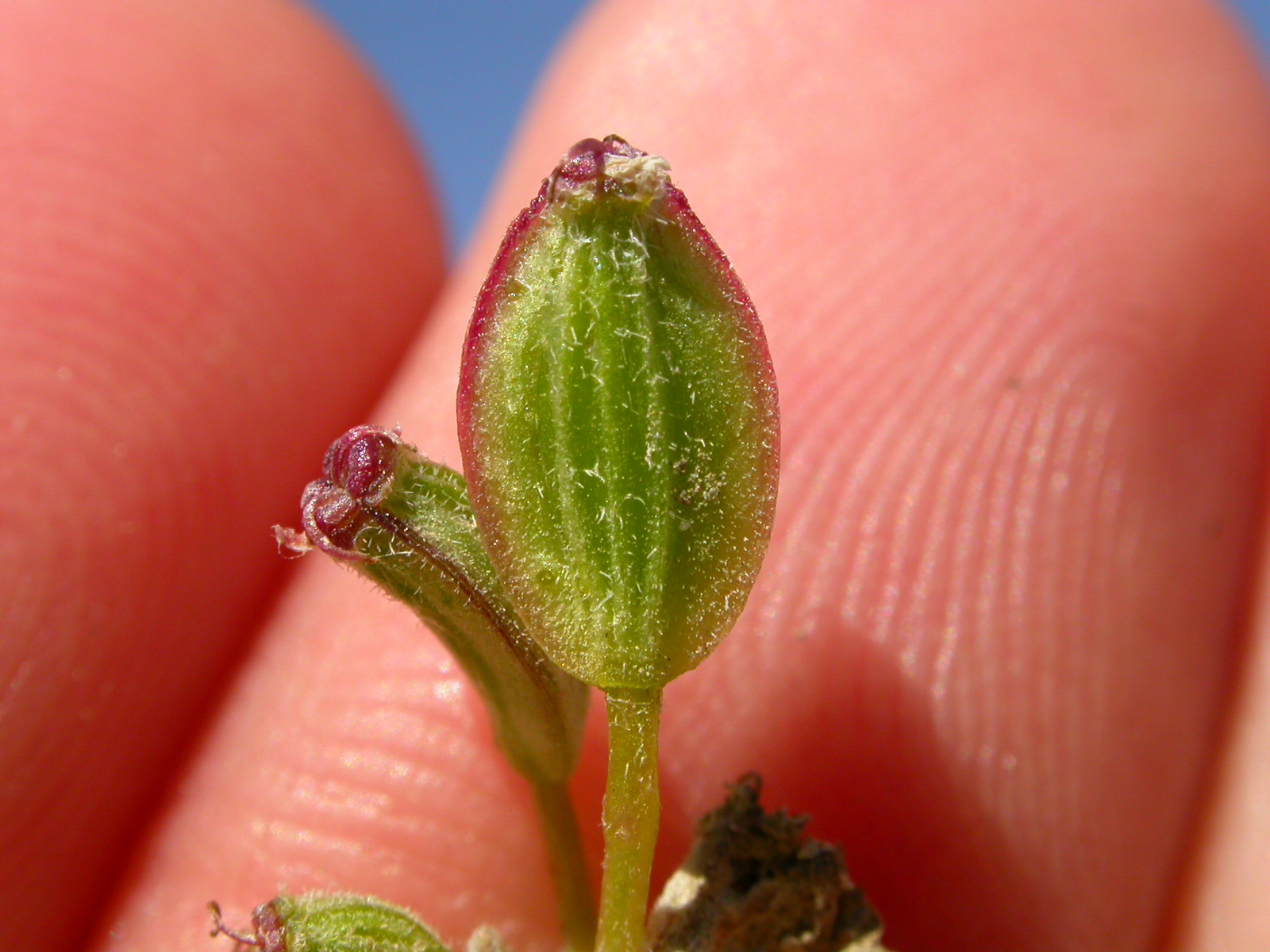
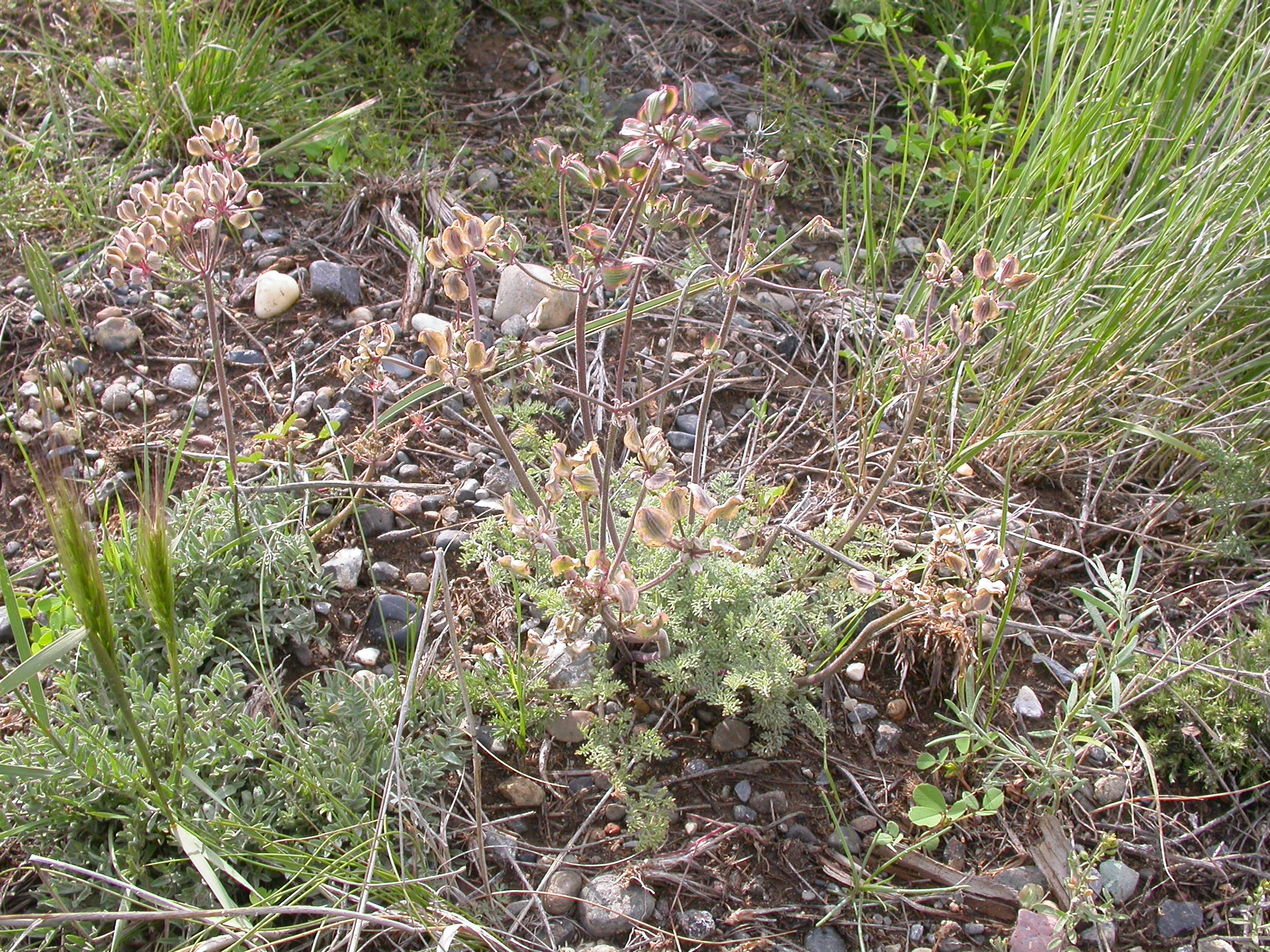
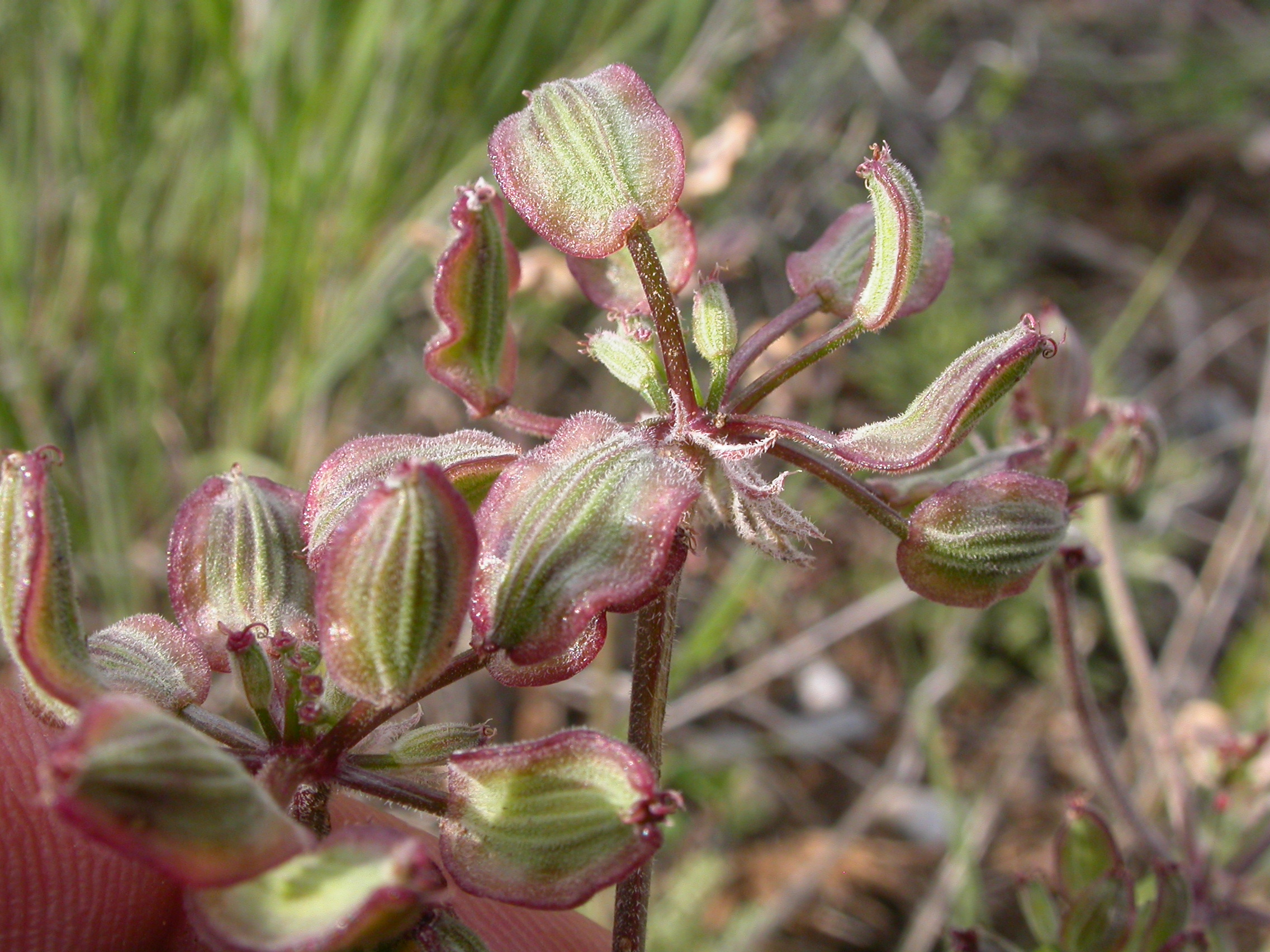